# 810
810 (DCCCX) je bilo navadno leto, ki se je po julijanskem koledarju začelo na torek.

## Dogodki
- bolgarski kralj Krum premaga cesarja Nikeforja.

## Rojstva
- Fotij, bizantinski pravoslavni teolog in filozof († 893)
- Ludvik II. Nemški, kralj Vzhodnofrankovskega kraljestva († 876)

## Smrti
- Nikefor